# Jean-Antoine de Barras de La Penne
Pour les articles homonymes, voir Barras et Penne.
Jean-Antoine de Barras de la Penne, né à Arles le 31 mars 1654 et décédé à Marseille le 11 août 1730, est un officier de marine français des XVIIe et XVIIIe siècles. Premier chef d'escadre des galères du roi Louis XIV et à partir de 1729, commandant du port de Marseille.

## Biographie
Issu d'une famille noble remontant au XIIIe siècle qui a donné de nombreux officiers de marine, il est le fils du Chevalier Charles de Barras de la Penne, Maréchal de Camp et Gouverneur de Sainte-Maries et d'Anne de Combet.
Il est le cousin de Jacques-Melchior Barras de Saint-Laurent et le frère d'un Capitaine et d'un commandeur de Malte.
Il devient page de la reine en 1669, puis enseigne et sous lieutenant dans les galères. Passant dans l'armée de terre, il est lieutenant, major de bataillon puis capitaine de grenadiers. Alternant entre l'armée de terre et la marine, il est inspecteur des constructions navales et commandant des canonniers. En 1685, il est nommé capitaine en second de la galère La Réale, puis capitaine de l'Héroïne. En 1719, il est élevé au rang de premier chef d'escadre et commandant en chef des galères de la Méditerranée au port de Marseille ainsi que commandeur de l'ordre militaire de Saint Louis.
Il épousa à Marseille en 1689 Anne d'Hostager.

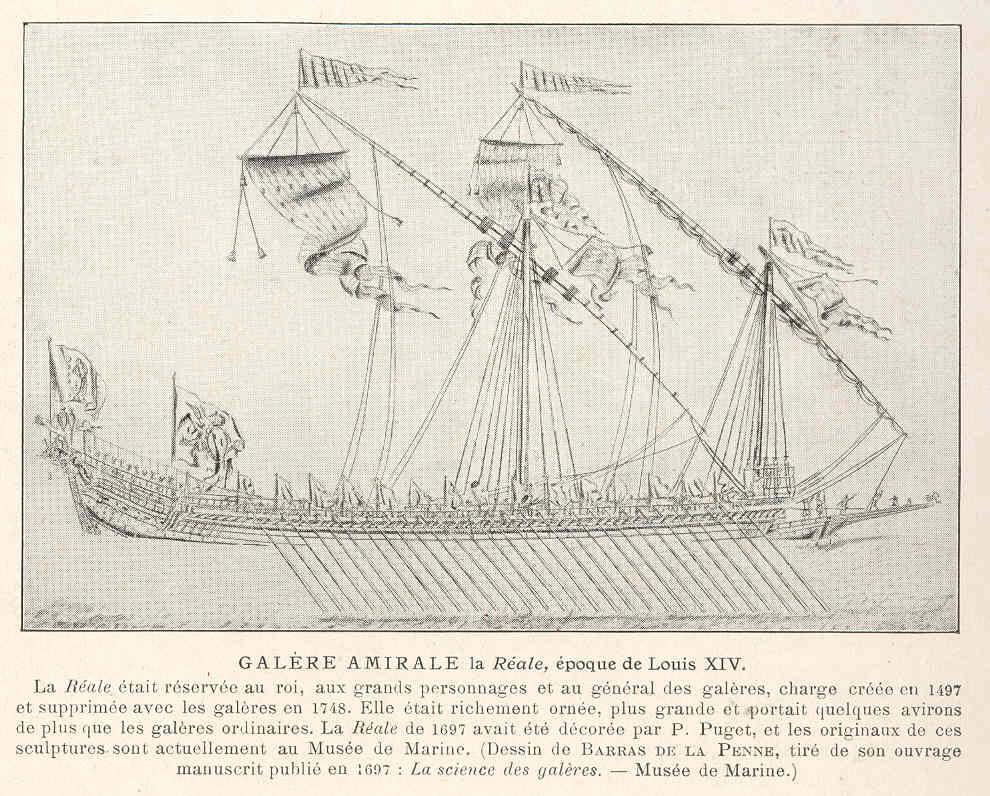
Galère royale La Réale, dessin de Barras de la Penne de 1697

Il est connu pour ses nombreux écrits concernant le domaine maritime et plus particulièrement sur les galères, type de navire dont il avait la charge. Ses notes sont de première importance car elles nous permettent de mieux comprendre aujourd'hui comment étaient construites, manœuvrées et utilisées ces embarcations qui furent retirées du service en France au milieu du XVIIIe siècle. Ces informations données par Barras de la Penne nous donnent aussi à plus grande échelle de précieux renseignements qui permettent par déduction de résoudre certaines questions portant sur la marine antique. Les sources anciennes sont effectivement assez évasives sur ce sujet et ne sont pas suffisantes pour pouvoir reconstituer avec certitude la structure d'une galère grecque ou romaine ou de savoir de quelle façon elles étaient utilisées. Par ses études, Barras de la Penne donne la possibilité aux historiens actuels de valider ou rejeter certaines suppositions émises dans ce domaine.

## Œuvres
- Jean-Antoine Barras de la Penne, État de la mer Méditerranée, Portulan : manuscrit d'un voyage réalisé en 1704 détenu par la Bibliothèque Nationale de France, cote : ms., fr. 6171-6173 ;

Johannes Georgius Fennis (forme internationale : Jan Fennis) rassemble depuis quelques années les écrits de Barras de la Penne qu'il fait publier :
- Jan Fennis, Trésor du langage des galères : dictionnaire exhaustif, 3 tomes, 1995  (ISBN 3-484-30961-X) : contient entre autres des dessins de Barras de la Penne ;
- Chez l'éditeur néerlandais d'Ubbergen, Tandem Felix (site), recueil de plusieurs mémoires en une série de volumes :
  - I. : Les galères en campagne, 1998  (ISBN 90-5750-025-6) ;
  - II. : La lexicographie des galères, 1999  (ISBN 90-5750-049-3) ;
  - III. : L'apologie des galères, 2000  (ISBN 90-5750-057-4) ;
  - IV. : La description des galères, tome 1, 2001  (ISBN 90-5750-067-1) ;
  - V. : La description des galères, tome 2, 2002  (ISBN 90-5750-072-8) ;
  - VI. : Les galères des anciens, tome 1, 2003  (ISBN 90-5750-078-7) ;
  - VII. : Les galères des anciens, tome 2, 2004  (ISBN 90-5750-085-X) ;
  - VIII. : Les phénomènes et le Portulan, 2006  (ISBN 978-90-5750-099-2) ;
  - IX. : Sujets divers, 2009  (ISBN 978-90-5750-107-4) ;
  - X. : L'homme et ses écrits, 2013  (ISBN 978-90-5750-112-8).

### Sources et bibliographie
- Magazine Neptunia – La Revue des Amis du Musée de la Marine, no 53 (site) ;
- M. d'Aspect, Histoire de l'Ordre royal et militaire de Saint-Louis, vol. 3, Paris, chez la veuve Duchesne, 1780 (lire en ligne), p. 281
- Émile Perrier, Les bibliophiles et les collectionneurs provençaux anciens et modernes : arrondissement de Marseille, Barthelet et Cie, 1897